# Jole Fierro
Jole Fierro, née à Salerne  le 22 novembre 1926 et morte à Rome le 27 mars 1988, est une actrice italienne.

## Biographie
Né à Salerne, Jole Fierro fait ses débuts au théâtre dialectal napolitain dans les années 1950 puis fait ses premières apparitions dans des films. En juin 1954, elle  joue dans la comédie écrite et mise en scène par Dario Fo I sani da legare, puis, à l'automne de la même année, elle entre dans la compagnie d'Eduardo De Filippo. Elle est aussi très appréciée pour son interprétation dans Miseria e nobiltà de Mario Scarpetta et dans Palummella zompa e volade de Antonio Petito.
Jole Fierro a eu une carrière à la télévision italienne, où elle a joué dans des dizaines de films et séries, alors que sa carrière cinématographique s'est limitée à des seconds rôles. Elle a eu une relation avec l'acteur Arnoldo Foà et le couple a eu une fille, Annalisa.

## Filmographie partielle
- 1952 : Viva il cinema! de Giorgio Baldaccini et Enzo Trapani
- 1953 : Les Amants du péché de Sergio Grieco
- 1953 : Néron et Messaline (Nerone e Messalina) de Primo Zeglio
- 1960 : Le Bel Antonio de Mauro Bolognini
- 1964 : Le inchieste del commissario Maigret
- 1967 : Le Jour de la haine (Per 100.000 dollari t'ammazzo) de Giovanni Fago
- 1974 : Deux Grandes Gueules (I bestione) de Sergio Corbucci
- 1975 : Salvo D'Acquisto de Romolo Guerrieri
- 1985 : La donna delle meraviglie d'Alberto Bevilacqua